# Hungler József (tanár)
Hungler József (Veszprém, 1909. április 14. – Veszprém, 1989. október 10.) magyar helytörténész, tanár, könyvtáros.

## Családja és tanulmányai
Hungler József és Titz Margit gyermekeként látta meg a világot a veszprémi Szent László Iskola szolgálati lakásában. Ebben az intézményben kezdte meg tanulmányait 1915-ben, majd később felvételt nyert a Piarista Gimnáziumba, ahol 1927-ben végzett. Érettségi után Szegeden, az Állami Polgári Iskolai Tanárképző Főiskolában szerzett magyar–történelem–testnevelés szakos polgári iskolai tanári diplomát 1930-ban.

## Tanári munkája
Friss diplomásként először helyettes tanár volt 1931. március 7-ig Kál-Kápolnán a magán Polgári Fiú- és Leányiskolában, ahol a magyar nyelvet, mezőgazdaságtant, fiú-kézimunkát és tornát tanította, majd Esztergomtáborban, már állami állásban a Polgári Fiúiskolában folytatta a működését okleveles óradíjas tanárként egészen 1936-ig, itt a németet, a történelmet, később a magyar irodalmat, nyelvtant tanította és osztályfőnök is volt. 1936. október 12-én helyezték át az érdi Állami Polgári Fiúiskolába, ahol magyart, egészségtant és tornát tanított, ezen felül az önképzőköröknek és a sportkörnek is vezető tanára volt. 1937 júliusában lépett előre a rendszeresített állású állami polgári iskolai helyettes tanári beosztásba, majd 1940. január 1-jén a Vallás és Közoktatásügyi Minisztérium rendes tanárrá nevezte ki. 1939-ben az iskola igazgatóhelyettesi székét is betöltötte, s ő szerkesztette az iskola évi értesítőjét, valamint német társalgási tanfolyamot indított, amelyen 23 tanuló vett részt.
Már korán szaktárgyainak oktatási tapasztalatairól nevelésügyi lapokban, folyóiratokban publikált. Így hosszú tanulmánya jelent meg az Országos Polgári Iskolai Tanáregyesületi Közlönyben „Időszerű problémák az I. osztály magyar tanításában” címmel.
1939-től az Országos Polgári Iskolai Tanáregyesület tagja volt.
1934 márciusában jegyezte el Esztergomtáborban, és július 18-án Budapesten vette feleségül Skoda Margit pedagógust, akivel öt közös gyermekük született: Magdolna, Judit, Klára, Margit, Valéria.
A VKM Hungler József rendes tanárt a 72.078 számú, 1940. május 4-én kelt rendeletével a székesfehérvári állami polgári fiúiskolához helyezte. Családjával együtt költözött előbb Székesfehérvárra, majd Vácra, amikor a 170 férőhelyes internátussal működő Hadiárvák m. kir. Állami Bőripariskolájába helyezték rendes tanárként.
1943-ban beiratkozott a Pázmány Péter Tudományegyetemre, ahol a II. világháború nehézségei miatt csak 1948-ban szerzett diplomát mint magyar–történelem szakos gimnáziumi tanár. Gyakorló óráit a Magyar Királyi Tanárképző Intézet Gyakorló Főgimnáziumában, Budapesten tartotta 1947-ben.
1946-ban helyezték vissza Veszprémbe az Állami és polgári fiúiskola tanáraként. 
Eközben már 1946-tól megyei tanfelügyelőként dolgozott, ezután 1951 és 1955 között a helyi Tanítóképző igazgatója volt. 1955-1957 között a Veszprémi Nehézvegyipari Egyetem Kollégiumának igazgatói állását töltötte be.
1958–1960 között a Szilágyi Erzsébet Általános Iskolában tanított, ami után az 1969-es nyugdíjazásáig a Lovassy László Gimnázium tanára, illetve könyvtárosa volt. Ez a gimnázium volt az 1948-ban államosított Piarista Gimnázium jogutódja.

## Helytörténészi munkássága
1935-től kezdve folyamatosan jelentek meg pedagógiai és közművelődési témájú írásai hírlapokban, iskolai értesítőkben, folyóiratokban.
1957-ben fordult határozottabban a helytörténet művelése irányába, ekkor kezdett el történeti tárgyú írásokat is publikálni. Minden évben több cikke, sőt sorozata jelent meg a Középdunántúli Naplóban, majd a veszprémi Naplóban.
Amikor a Veszprémi Nehézvegyipari Egyetem Kollégiumának igazgatója volt, tűnt fel neki, hogy a veszprémi székesegyház és a kollégium épülete (előtte és utána Nagyszeminárium) közötti területen furcsán dobog a föld a sportoló egyetemisták talpa alatt. Helytörténeti ismeretei alapján feltételezte, hogy a Szent György-kápolna bújhat meg a földben, így levéltári források segítségével pontosította és jelölte ki a feltárásra érdemes területrészt. Az ásatásokat anyagi támogatás nélkül, az egyetemisták segítségével kezdte meg 1957 nyarán. A H. Gyürky Katalin vezetésével végzett feltárás sikerrel járt, a vélt helyen előkerült a kápolna, illetve a hozzá tartozó kőfaragványok, ezáltal egy újabb értékes helyszínnel gazdagítva Veszprém látnivalóit.
1964-ben, a már említett ásatási helyszínen, mintegy három méter mélységben rómaiak ottlétét igazoló épületmaradványokat, illetve pénzérméket hozott felszínre.
1982-ben a Veszprémi Akadémiai Bizottság (VEAB) pályázatára beadott Veszprémi helytörténetírás és kutatás kialakulása című tudománytörténelmi tanulmánya akadémiai pályadíjat nyert. A szöveg a publikum számára két részletben 1984-ben, illetve 1986-ban vált olvashatóvá A Veszprém Megyei Múzeumok Közleményeiben.
1985-ben szintén a VEAB pályázatára küldött Veszprém régibb földrajzi és személynevei című pályázatával ismét díjat (II. helyezést) nyert. Ennek az anyagából készült el később Veszprém településtörténete című könyve.
Helytörténeti kutató- és feldolgozó munkájáért, mellyel a tanítás mellett, de még inkább nyugdíjas korában maradandó és pótolhatatlan értékeket tárt fel, közölt és ismertetett, Veszprém városa 1989. április 14-én, 80. születésnapján díszpolgárává avatta.

## Emlékezete
Veszprém városa 2009-ben a 100 éve született, 20 éve elhunyt Hungler József tiszteletére a városházán kamara-kiállítást és megemlékezési ünnepséget, majd történeti konferenciát rendezett. Megkoszorúzták a Gizella-kápolna mellett található emléktábláját, és a Veszprém-Dózsavárosban  lévő temető Hungler családi sírhelyét. 

## Művei, fontosabb írásai
- 1957 — Veszprém megyei életrajzok – kézirat formában az Eötvös Károly Megyei Könyvtárban (EKMK) található. „Az akkor szokatlan gondossággal készült és minden vonatkozásban objektívnek tekinthető biográfia… Évtizedek során így is sok kutató, tanuló és érdeklődő hasznosította az abban fellelhető gazdag információs anyagot” — olvasható a megyei könyvtár honlapján.[22]
- 1963 — Ipari és gazdasági vonatkozások Veszprém történetéből
- 1964 — Veszprémi séták. Városismertető. Kiad. Kittenberger Kálmán Vadas- és Kultúrapark, Veszprém, 36 oldal
- 1965 — Veszprémi séták. 2. bővített kiadás. Kiad. Veszprémi Tanács VB., Veszprém, 54 oldal
- 1967 — 1000 éves vendéglátás. Szerk. Birkás József. (Hungler József helytörténeti monográfiájából a kiadványt szerkesztette Birkás József újságíró)
- 1967 — Veszprém. Fényképes városismertető. Panoráma útikönyvek sorozat, 231 oldal. Hungler József a történelmi rész szerzője, szerzőtársai: Bottlik Mihály, Éri István, Nagy Jenő. Panoráma útikönyvek sorozat, 231 oldal
- 1971 — Veszprém. Fotóalbum. A bevezető és összekötő szövegek, illetve a képek válogatása a keze munkája, Péterfay Endre fényképeivel. Kner nyomda. (Panoráma Képeskönyvek), 129 oldal
- 1973 — Veszprém. Fényképes városismertető. 2. kiadás. Hungler József a történelmi rész szerzője, szerzőtársai: Bottlik Mihály, Éri István, Kemechey Jenő
- 1981 — Veszprém város bibliográfiája. Művelődéstörténeti forrásgyűjtemény a XII. századtól 1960-ig. Veszprém
- 1985 — A veszprémi helytörténetírás és kutatás kialakulása I. rész. In: A Veszprém Megyei Múzeumok Közleményei 17. szám, 293–318. o.
- 1986 — A veszprémi helytörténetírás és kutatás kialakulása II. rész. In: A Veszprém Megyei Múzeumok Közleményei 18. szám, 535–562. o.
- 1986 — A török kori Veszprém. (A Veszprém Megyei Levéltár Kiadványai 4.) Veszprém. 228 oldal
- 1986 — Pápay Sámuel: A magyar literatúra esmérete (1808) újrakiadásának utószava
- 1988 — Veszprém településtörténete. (Ford.: Varga Béla). Kiad. Eötvös Károly Megyei Könyvtár, Veszprém, (Horizont Közművelődési Kiskönyvtár, 14.) 383 oldal
- 1988 — A Veszprémi Szent István Emlékbizottság tagjaként az évforduló kapcsán négy újságcikket írt, amelyből három a veszprémi Naplóban, egy az Emlékbizottság gondozásában készült Veszprém Emlékezik című kiadványban jelent meg
- Újkori Veszprém. Veszprém történelme 1875–1914 között, halála miatt nem ért meg kiadást, jelenleg kézirat formában a veszprémi Eötvös Károly megyei Könyvtárban kutatható.